# NGC 6800
NGC 6800 ist ein offener Sternhaufen vom Trumpler-Typ III2p im Sternbild Fuchs.
Entdeckt wurde das Objekt am 10. September 1784 von Wilhelm Herschel.